# Historia medieval de la Comunidad Valenciana
La historia medieval de la Comunidad Valenciana hace referencia a los hechos históricos ocurridos entre el 476 y 1492 en el territorio de la actual Comunidad Valenciana. 

## Visigodos y bizantinos
El paso de los bizantinos y visigodos duró desde principios del siglo VI hasta principios del VIII, tiempo en el que la mayor parte del territorio estuvo sujeto al reino visigodo de Toledo, siempre envuelto en conflictos dinásticos y políticos, mientras que áreas del centro y sur estaban bajo dominación del Imperio bizantino (antiguo Imperio romano de Oriente), integradas en la provincia de Spania, hasta su expulsión definitiva de la península en el 620. Parece también probable la existencia desde inicios del siglo VIII (año 713) de un reino de Tudmir. No obstante, apenas existen pruebas arqueológicas de la presencia visigoda y bizantina.

## El dominio musulmán
Los árabes entraron en España el 711 y batieron rápidamente a los visigodos; Abd al-Aziz, hijo del jefe de las fuerzas musulmanas, pactó con Teodomiro, un conde visigodo establecido en Orihuela, por el que se le reconocía el señorío sobre la zona a cambio de aceptar la soberanía de los árabes y de pagar tributos. Se trató de un territorio cristiano autónomo dentro de Al-Ándalus, que contenía a la provincia de Alicante y a parte de las de Valencia, Murcia y Albacete, y que se mantuvo hasta el 779, cuando la ciudad de Valencia se sublevó y fue destruida por Abderramán I. Desde entonces, la llegada de nuevos pobladores árabes y bereberes, y la creciente conversión de cristianos al islam, permitió un mayor control del territorio por parte del emirato de Córdoba. Aun así, hasta el siglo X (con las islamizaciones de Abderramán III) la población valenciana siguió siendo mayoritariamente cristiana.

Los reinos de taifas en el 1037.

Tras la muerte de Almanzor en el 1030, el califato se descompuso, dividiéndose Al-Ándalus en una treintena de estados independientes, los reinos de taifas. En la Comunidad Valenciana surgieron los de Denia, Valencia y Alpuente.
En el 1065, Fernando I de Castilla atacó la ciudad de Valencia, retirándose sin haberla conseguido conquistar. La taifa de Valencia fue incorporada seguidamente por la de Toledo, hasta que con ayuda castellana recuperó la independencia en 1076. En 1085, tras la conquista de Toledo por los cristianos y la muerte del rey de la taifa de Valencia, fue elevado al trono de esta taifa al-Qadir, el antiguo rey de Toledo, con la ayuda militar de Alfonso VI de Castilla. 
En esta situación confusa, Rodrigo Díaz de Vivar (apodado el Cid Campeador), un luchador mercenario castellano desterrado por el rey Alfonso VI de Castilla, hizo tributarias a las taifas de Albarracín y Alpuente, y se dedicó a proteger a al-Qadir (aliado de los cristianos) de los ataques de la taifa de Zaragoza y de las revueltas populares. Sin embargo, tras una revuelta pro-almorávide en Valencia, al-Qadir fue asesinado, lo que llevó al Cid a conquistar la ciudad en junio de 1094. Tras su muerte en 1099, los almorávides tomaron el control de toda la Comunidad en el 1102, a pesar de la resistencia ofrecida por los lugareños cristianos establecidos con la ayuda de la Corona de Aragón y del ejército del Cid. A mediados del siglo XII, fueron desplazados por los almohades.
Desde el punto de vista económico, las tierras de la región valenciana fueron hasta el siglo XI rurales, sin centros urbanos importantes. Fue a partir del califato y, sobre todo, de los reinos de taifas, cuando aparecieron los sistemas de regadío de la región, como la Huerta de Valencia, la Vega Baja del Segura o las huertas de Elche y Alicante. La demanda de productos de lujo por la clase dominante en los reinos de taifas impulsó la actividad artesanal y el comercio. En Játiva fue donde se estableció la primera fábrica de papel de todo Occidente.
Aunque la presencia musulmana se alargó durante ocho siglos, en un contexto generalmente pacífico, hay pocos restos arquitectónicos de la época, ya que los cristianos aprovechaban la infraestructura existente para construir sobre ella, pero abundan las piezas de orfebrería, cerámica, etc., y, sobre todo, han perdurado sus sistemas de regadío y el Tribunal de las Aguas de Valencia.

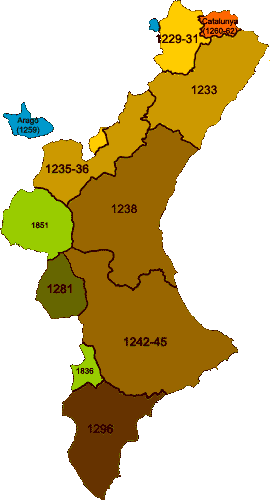
Formación cronológica del Reino de Valencia y de la actual Comunidad Valenciana. Los territorios adquiridos entre 1232 y 1245 fueron conquistados a los musulmanes por Jaime I de Aragón; el valle de Ayora y la mitad sur de la provincia de Alicante fueron originalmente conquistados por el Reino de Castilla, y fueron cedidos al Reino de Valencia entre finales del siglo XIII y principios del XIV. La villa de Caudete, isla del Reino de Valencia en territorio manchego, pasó a pasar administrativamente a Castilla a principios del siglo XVIII. Las comarcas de Villena y de Requena-Utiel pertenecieron durante todo el Antiguo Régimen a la Corona de Castilla, pero fueron incluidos en las provincias de Alicante y de Valencia tras la nueva división territorial de España de mediados del.

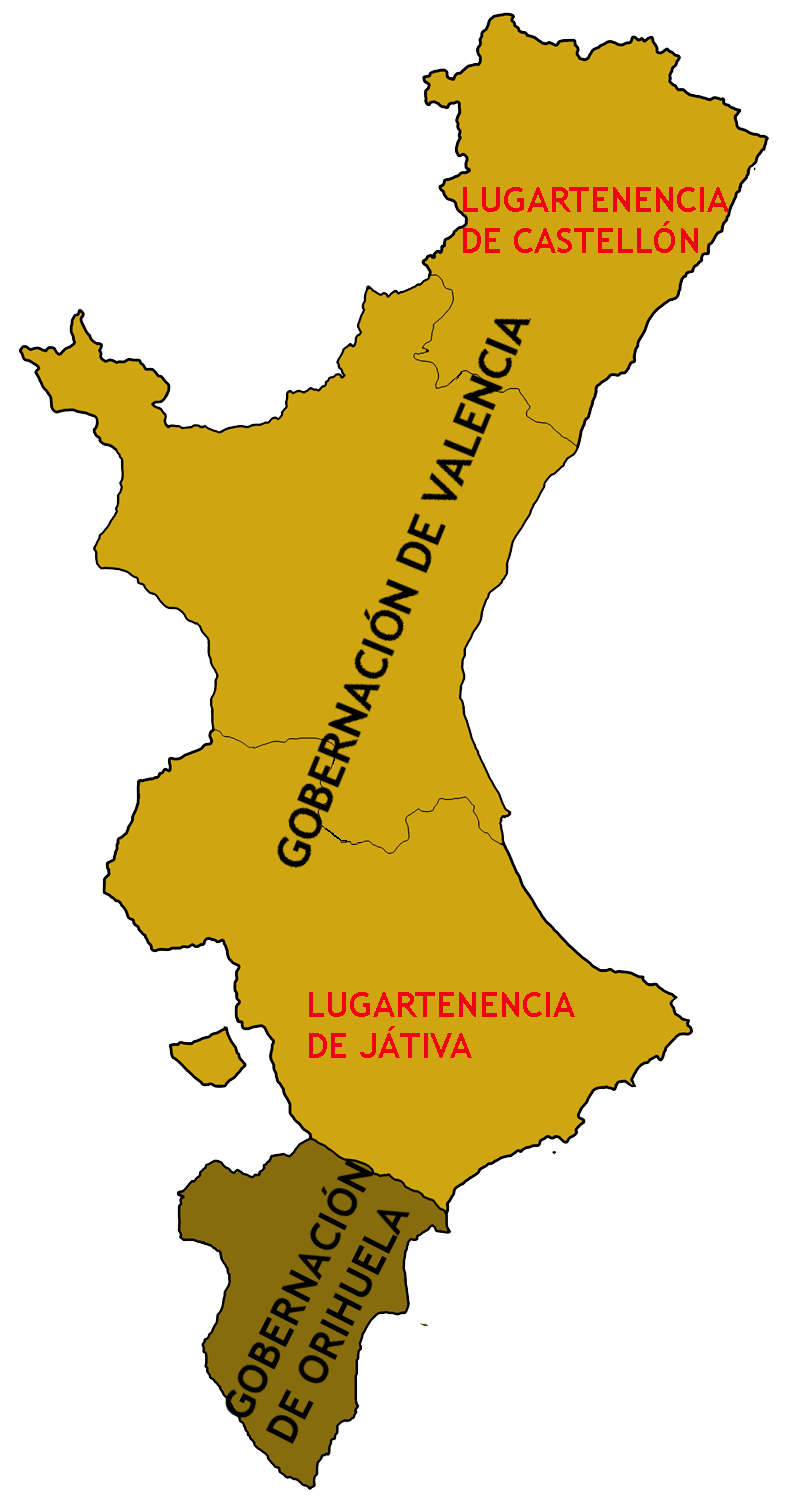
Extensión y estructura del Reino de Valencia durante la época foral

## Baja Edad Media
Tras haber sido la cuna de la cultura íbera, y receptora de diferentes culturas antiguas, la historia del territorio de la actual Comunidad Valenciana está especialmente vinculada a la fundación del Reino de Valencia. Tras la derrota de los musulmana en la batalla de Las Navas de Tolosa (1212), se produjo el derrumbamiento del estado almohade, dividiéndose su territorio en los "segundos reinos de taifas"; en la región valenciana, surgieron las taifas de Balansiya, Denia, y Murcia. 
En el año 1232 el rey aragonés Jaime I el Conquistador inició la conquista del territorio valenciano, estructurándolo como un reino autónomo dentro de la Corona de Aragón, contra el deseo de los nobles aragoneses que le habían apoyado, que querían verlo integrado dentro del Reino de Aragón. Tras ir conquistando por medio de las armas el norte del futuro reino, en 1238 tomó Valencia sin llegar a batallar.  En 1244 firmó el tratado de Almizra con Fernando III de Castilla, en la que se fijaban los límites meridionales del Reino de Valencia a través de la línea Biar-Busot. Por su parte, el infante Alfonso, futuro Alfonso X el Sabio, conquistaba Alicante para la Corona castellana en 1248.
Los mudéjares, con el caudillo Al-Azraq en cabeza, encabezaron varias revueltas en el norte de la provincia de Alicante entre 1247 y 1275, que fueron aplastadas y sirvieron para expulsar a población musulmana y aumentar la repoblación cristiana. Por su parte, en 1296 Jaime II de Aragón supo aprovecharse de las luchas dinásticas de la Corona de Castilla para conquistarle el Reino de Murcia, anexionándose al Reino de Valencia los dos tercios sur de la provincia de Alicante tras la Sentencia Arbitral de Torrellas (1304) y el tratado de Elche (1305). Estos territorios tuvieron un estatus especial, conservando parte de las instituciones castellanos, bajo la forma de Procuración o Gobernación General de Orihuela. El valle de Ayora pasaría también de la Corona de Castilla a la de Aragón en 1281.
El año 1283 Pedro III de Aragón autorizó la instalación del Consulado del Mar en Valencia, siendo el primero de España.
El reino de Valencia, al principio de mayoría  musulmana mudéjar, empezó a ser colonizado con la repoblación de cristianos de origen principalmente catalán y aragonés que, junto con los judíos, dio como resultado una sociedad multiconfesional y multicultural, siendo los cristianos quienes tenían plenos derechos en comparación con el resto de las culturas. Estos mismos crearon las bases de un sistema económico aprovechando las infraestructuras andalusinas existentes (azudes, bancales, sistemas de riego, mezquitas, torres de vigilancia etc.), así como los productos agrícolas asentados (cítricos, arroz, chufa, hortalizas, palmeras, etc).
A pesar de compartir rey y cultura con el resto de territorios hispánicos de la Corona de Aragón, el rey Jaime el Conquistador, al igual que hizo con el Reino de Mallorca, instauró los fueros de Valencia, fundando de esta manera un reino con identidad política propia, con sus propias instituciones, administración, y aranceles, como demuestran los hechos que se recogen en el actual registro de cuentas del Reino de Valencia, guardados en el Archivo del Reino de Valencia.
Tras la mortífera peste negra de 1348 y una estéril guerra con Castilla (la llamada guerra de los dos Pedros), a partir de 1370 comenzó una etapa de prosperidad que alcanzaría su máximo esplendor en el siglo XV, considerado como el Siglo de Oro valenciano.
- Datos: Q5900450